# Блудный сын (телесериал)
«Блудный сын» (англ. Prodigal Son) — американская процедурная драма, премьера которой состоялась на американском телеканале FOX 23 сентября 2019 года.
21 мая 2020 года FOX продлил телесериал на второй сезон.

## Сюжет
Главный герой — Малькольм Брайт (Том Пэйн), талантливый криминальный психолог, который отлично разбирается в маньяках, учитывая, что его отец (Майкл Шин) как раз и является одним из них. Используя свои способности, Брайт помогает полиции Нью-Йорка раскрывать преступления, попутно разбираясь с матерью-манипуляторшей (Беллами Янг), раздражающе нормальной (Хелстон Сейдж) сестрой и отцом-убийцей, не считая постоянно развивающихся неврозов.

## В ролях

### Основной состав
- Том Пэйн — Малкольм Брайт
- Майкл Шин — доктор Мартин Уитли
- Беллами Янг — Джессика Уитли
- Лу Даймонд Филлипс — Гил
- Хелстон Сейдж — Эйнсли Уитли
- Аврора Перрино — Дани
- Фрэнк Хартс — ДжейТи
- Кейко Аджена — Эдриса

### Второстепенный состав
- Майкл Реймонд-Джеймс — Пол Лазар
- Миган Гуд — Колетт Свенсон
- Кристен Коннолли — Бет Саверштейн
- Дермот Малруни — Николас Эндикотт
- Кэтрин Зета-Джонс - Вивьен Кэпшоу
- Алан Камминг - Саймон Хоксли

Марк Марголис - Рудольф Свонн

## Обзор сезонов
| Сезон | Сезон | Эпизоды | Дата показа      | Дата показа    | Рейтинг Нильсона | Рейтинг Нильсона       |
| Сезон | Сезон | Эпизоды | Премьера         | Финал          | Рейтинг          | Зрители США (миллионы) |
| ----- | ----- | ------- | ---------------- | -------------- | ---------------- | ---------------------- |
|       | 1     | 20      | 23 сентября 2019 | 27 апреля 2020 | 65               | 5,83                   |
|       | 2     | 13      | 12 января 2021   | 18 мая 2021    | 73               | 4.04                   |

## Эпизоды

### Сезон 1 (2019—2020)
| № общий | № в сезоне | Название                                         | Режиссёр          | Автор сценария                               | Дата премьеры    | Произв. код | Зрители в США (млн) |
| --- | ---------- | ------------------------------------------------ | ----------------- | -------------------------------------------- | ---------------- | ----------- | ------------------- |
| 1 | 1          | «Пилот» «Pilot»                                  | Ли Толанд Кригер  | Сэм Склавер & Крис Федак                     | 23 сентября 2019 | T88.01001   | 4.05                |
| Малкольм Брайт знает, как мыслят убийцы и как работает их мозг, потому что его отец, доктор Мартин Уитли был одним из самых известных серийных убийц. Вместе со своим давним наставником Гилом Арройо и детективами Дэни Пауэллом и Джеем Ти Тармелом, он помогает полиции Нью-Йорка раскрывать преступления, определять убийц. Также он имеет дело со своей матерью, Джессикой Уитли, которая манипулирует людьми, со своей сестрой, Эйнсли Уитли и отцом, который отчаянно пытается выйти на связь со своим блудным сыном. |            |                                                  |                   |                                              |                  |             |                     |
| 2 | 2          | «Аннигилятор» «Annihilator»                      | Адам Кейн         | Сэм Склавер & Крис Федак                     | 30 сентября 2019 | T88.01002   | 3.90                |
| Брайт помогает полиции Нью-Йорка в раскрытии убийства. Проникая в сознание серийного убийцы, он понимает, что имеет дело с последствиями после встречи с отцом. Преследуемый ужасами из своего прошлого, Брайт задается вопросом, являются ли его сны просто кошмарами или все произошло на самом деле? |            |                                                  |                   |                                              |                  |             |                     |
| 3 | 3          | «Реакция страха» «Fear Response»                 | Роб Бейли         | Лиза Рэндольф                                | 7 октября 2019   | T88.01003   | 3.66                |
| У Малкольма появляется шанс дать интервью своей мечты, но полиция Нью-Йорка берет под стражу уважаемого им психолога, доктора Элейн Браун, подозревая ее в убийстве. По мере того, как его ночные кошмары становятся чаще, Малкольм отправляется к своему доверенному детскому терапевту, чтобы проверить свою новую теорию о том, что же он видел в детстве. |            |                                                  |                   |                                              |                  |             |                     |
| 4 | 4          | «Соучастие дизайнера» «Designer Complicity»      | Леон Ичасо        | Венди Кэлхун                                 | 14 октября 2019  | T88.10104   | 3.18                |
| 5 | 5          | «Поездка» «The Trip»                             | Омар Мадха        | Джереми Карвер                               | 21 октября 2019  | T88.10105   | 3.34                |
| 6 | 6          | «Все души и садисты» «All Souls and Sadists»     | Меган Гриффитс    | Джастин В. Ло.                               | 28 октября 2019  | T88.10106   | 3.39                |
| 7 | 7          | «Вопросы и ответы» «Q&A»                         | Адам Кейн         | Элизабет Питерсон                            | 4 ноября 2019    | T88.10107   | 3.13                |
| 8 | 8          | «Друг семьи» «Family Friend»                     | Роб Харди         | Уайтт Кейн                                   | 11 ноября 2019   | T88.10108   | 3.30                |
| 9 | 9          | «Пристанище» «Pied-A-Terre»                      | Антонио Негрет    | Лауриэль Харт Маргер                         | 25 ноября 2019   | T88.10109   | 3.04                |
| 10 | 10         | «Тихая ночь» «Silent Night»                      | Валери Уайсс      | Сабрина Дина-Рога                            | 2 декабря 2019   | T88.10110   | 3.35                |
| 11 | 11         | «Единожды» «Alone Time»                          | Адам Кейн         | Нора Цуккерман & Лилла Цуккерман             | 20 января 2020   | T88.10111   | 3.07                |
| 12 | 12         | «Внутренние дела» «Internal Affairs»             | Дэвид С.Туттман   | Алексис Сигел & Лиза Рэндольф                | 27 января 2020   | T88.10112   | 3.15                |
| 13 | 13         | «Ждать и надеяться» «Wait & Hope»                | Глен Винтер       | Сэм Склавер                                  | 3 февраля 2020   | T88.10113   | 3.53                |
| 14 | 14         | «Игольное ушко» «Eye Of The Needle»              | Лиза Робинсон     | Уайатт Кейн                                  | 10 февраля 2020  | T88.10114   | 3.09                |
| 15 | 15         | «Дверь смерти» «Death's Door»                    | Адам Кейн         | Элизабет Петерсон                            | 17 февраля 2020  | T88.10115   | 3.33                |
| 16 | 16         | «Работа» «The Job»                               | Сатья Баба        | Джастин Ло                                   | 16 марта 2020    | T88.10116   | 3.28                |
| 17 | 17         | «Незнакомец рядом с тобой» «Stranger Beside You» | Памела Романовски | Сабрина Дина-Рога & Лорел Харте              | 23 марта 2020    | T88.10117   | 3.45                |
| 18 | 18         | «Шахерезада» «Scheherazade»                      | Dermott Downs     | Nora Zuckerman & Lilla Zuckerman             | 30 марта 2020    | T88.10118   | 3.47                |
| 19 | 19         | «Профессионал» «The Professionals»               | Lily Mariye       | Lisa Randolph                                | 20 апреля 2020   | T88.10119   | 3.33                |
| 20 | 20         | «Как и отец...» «Like Father...»                 | Адам Кейн         | Крис Федак & Элизабет Петерсон & Сэм Склавер | 27 апреля 2020   | T88.10120   | 3.38                |

### Сезон 2 (2021)
| № общий | № в сезоне | Название                                                      | Режиссёр           | Автор сценария                                 | Дата премьеры   | Произв. код | Зрители в США (млн) |
| --- | ---------- | ------------------------------------------------------------- | ------------------ | ---------------------------------------------- | --------------- | ----------- | ------------------- |
| 21 | 1          | «Все дело в исполнение» «It's All In The Execution»           | Антонио Негрет     | Сэм Склавер & Крис Федак                       | 12 января 2021  | T88.10201   | 2.34                |
| Малькольм возобновляет свою деятельность в качестве консультанта полиции. Во втором сезоне шоу ему предстоит раскрыть множество изощренных преступлений. Кроме того, он ещё не раскрыл все тайны своей семьи. А ещё ему необходимо будет защитить свою сестру от значительных угроз и неприятностей, которые она успешно находит для себя. |            |                                                               |                    |                                                |                 |             |                     |
| 22 | 2          | «Лёгок на помине» «Speak Of The Devil»                        | Антонио Негрет     | Эйлин Джонс                                    | 19 января 2021  | T88.10202   | 2.37                |
| Священника находят убитым в том же храме, где он изо дня в день молился Всевышнему. За расследование этого необычного дела берется Брайт. Ему необходимо будет выяснить не только то, как убийца осуществил содеянное, но и то, кому понадобилась убивать религиозного служителя. Сестра главного героя выражает свое сомнение относительно методов, с помощью которых он намеревается её защищать. Хирург говорит сыну о том, что сдерживающие его оковы куда более эфемерны, чем может показаться. Позднее он встречается с бывшей женой, которая решила его навестить. |            |                                                               |                    |                                                |                 |             |                     |
| 23 | 3          | «Альма Матер» «Alma Mater»                                    | Омар Мадха         | Лиза Рэндольф                                  | 26 января 2021  | T88.10203   | 2.18                |
| 24 | 4          | «Возьми своего отца на работу» «Take Your Father to Work Day» | Омар Мадха         | Элизабет Петерсон                              | 2 февраля 2021  | T88.10204   | 2.47                |
| 25 | 5          | «Плохие манеры» «Bad Manners»                                 | Крис Грисмер       | Маркус Далзайн                                 | 9 февраля 2021  | T88.10205   | 1.96                |
| 26 | 6          | «Тяжёлый случай» «Head Case»                                  | Лиза Робинсон      | Уайатт Кэин                                    | 16 февраля 2021 | T88.10206   | 2.16                |
| 27 | 7          | «Номинал» «Face Value»                                        | Лу Даймонд Филлипс | Лориель Харт Маргер                            | 2 марта 2021    | T88.10207   | 1.90                |
| 28 | 8          | «Уроборос» «Ouroboros»                                        | Крис Грисмер       | Нора Цуккерман & Лилла Цуккерман               | 13 апреля 2021  | T88.10208   | 1.95                |
| 29 | 9          | «Киллабустас» «The Killabustas»                               | Дермотт Даунс      | Сабрин Рок                                     | 20 апреля 2021  | T88.10209   | 1.90                |
| 30 | 10         | «Стратегия выхода» «Exit Strategy»                            | Сатья Баба         | Алексис Сигел & Эйлин Джонс                    | 27 апреля 2021  | T88.10210   | 1.80                |
| 31 | 11         | «Ты можешь бежать» «You Can Run...»                           | Марисоль Адлер     | Джереми Пауэлл & Элизабет Питерсон             | 4 мая 2021      | T88.10211   | 1.98                |
| 32 | 12         | «Солнце и веселье» «Sun and Fun»                              | Крис Грисмер       | Лиза Рэндольф                                  | 11 мая 2021     | T88.10212   | 1.83                |
| 33 | 13         | «Последние выходные» «The Last Weekend»                       | Крис Грисмер       | Нора Цуккерман & Лилла Цуккерман & Сэм Склавер | 18 мая 2021     | T88.10213   | 1.75                |

## Производство

### Разработка
28 января 2019 года, стало известно о заказе пилотного эпизода. Пилот был написан Крисом Федаком и Сэмом Склавером, исполнительными продюсерами стали Ли Толанд Кригер, Грег Берланти и Сара Шехтер. 7 октября 2019 года канал FOX заказал полный сезон сериала, состоящий из 20 серий. Премьера второго сезона состоялась на телеканале FOX 12 января 2021 года. 10 мая 2021 года телеканал FOX закрыл телесериал после двух сезонов.

### Релиз
13 мая 2019 года канал FOX выложил первый трейлер сериала.